# Clarisse
De naam Clarisse is een persoonsnaam die zowel als voornaam als als achternaam voorkomt.
De oorsprong is een Franse verbastering van het Engelse ‘Clarice’, wat weer afkomstig is van de Latijnse naam ‘Claritia’, afgeleid van ‘Clarus’ wat ‘helder’ of ‘beroemd’ betekent.
In de Franse taal komt Clarisse zowel als voornaam als als achternaam voor. In het Nederlands taalgebied is de voornaam Clarissa zeldzaam. Als achternaam komt de naam voor in Frankrijk, België en Zeeland. In de noordelijke provincies van Nederland kwam de naam vrijwel niet voor tot de tweede helft van de vorige eeuw.